# Wiry-au-Mont
Wiry-au-Mont é uma comuna francesa na região administrativa de Altos da França, no departamento de Somme. Estende-se por uma área de 4,81 km². Em 2010 a comuna tinha 119 habitantes (densidade: 24,7 hab./km²).